# Reinhold Niebuhr
Pour les articles homonymes, voir Niebuhr.
Karl Paul Reinhold Niebuhr (21 juin 1892 - 1er juin 1971) est un théologien américain protestant connu pour ses études sur les relations entre la foi chrétienne et la réalité de la politique moderne et de la diplomatie. Il est l'un des théologiens américains majeurs du XXe siècle. Sa pensée a influencé de nombreuses personnalités politiques américaines, notamment Barack Obama. On lui attribue la composition de la Prière de la Sérénité.

## Biographie
Niebuhr est né à Wright City, Missouri, aux États-Unis, dans une famille d'origine allemande. Son père, Gustav, décédé en 1913, est un pasteur luthérien né en Allemagne immigré aux États-Unis en 1902.
Reinhold et son jeune frère H. Richard Niebuhr, suivant les pas de leur père, deviennent pasteurs. Reinhold rejoint l'Elmhurst College en Illinois et est diplômé en 1910. Il étudie également au séminaire théologique d'Eden à Webster Groves au Missouri. Enfin, Niebuhr rejoint l'université Yale, où il obtient son diplôme de Bachelor of Divinity en 1914 et est membre de la fraternité Alpha Sigma Phi. De 1915 à 1928, Niebuhr est pasteur à Detroit dans le Michigan.
La congrégation, au nombre de 66 à son arrivée, grandit pour approcher les 700 personnes lors de son départ en 1928. Cela s'explique par l'augmentation importante de la population attirée par l'emploi dans l'industrie automobile en pleine croissance.
Au cours de son ministère pastoral, Niebuhr est troublé par les effets démoralisants de l'industrialisation sur les travailleurs. Il devient ouvertement un critique de Henry Ford et invite les responsables syndicaux à utiliser la chaire pour exposer leurs messages sur les droits des travailleurs.
En 1917, il s'engage comme aumônier dans l'armée américaine, malgré son pacifisme.
En 1923, Niebuhr voyage en Europe pour rencontrer des intellectuels et des théologiens. Les conditions qu'il remarque en Allemagne durant l'occupation de la Rhénanie troublent Niebuhr et le renforcent dans les vues pacifistes qu'il a adoptées après la Première Guerre mondiale.
En 1928, Niebuhr quitte Detroit pour devenir professeur de théologie pratique au Union Theological Seminary à New York. Il y passe une bonne partie de la carrière qui lui reste jusqu'en 1960. Pendant qu'il enseigne la théologie au Union Theological Seminary, Niebuhr influence de nombreuses générations d'étudiants, comme le théologien antinazi Dietrich Bonhoeffer, de l'Église confessante allemande. Il lutte contre le communisme avec ardeur et soutient l'entrée en guerre des États-Unis contre l'Allemagne nazie.
Arrivé au Union Theological Seminary, Niebuhr relate ses expériences personnelles dans l'église de Detroit dans son livre Leaves from the Notebook of a Tamed Cynic. Il continue à écrire, à publier tout au long de sa carrière et à servir aussi comme éditeur du journal Christianity and Crisis (le christianisme et la crise) de 1941 jusqu'en 1966.
Niebuhr fait partie du groupe des 51 citoyens américains importants qui forment l'association internationale de secours (International Relief Association) (IRA), maintenant connue comme le Comité international de secours (International Relief Comittee) (IRC). Parmi ces citoyens, il y a aussi le philosophe John Dewey et l'écrivain John Dos Passos. La mission du comité, comme le New York Times l'indique dans son édition du 24 juillet 1933, est d'« assister les Allemands souffrant de la politique du régime de Hitler. »
Il est partisan de l’œcuménisme et assiste en 1948 à la conférence fondatrice du Conseil œcuménique des Églises à Amsterdam.

## Engagement en faveur de l'anti-racisme et pour le mouvement des droits civiques
Niebuhr s'exprime contre le Ku Klux Klan, qui redevient vivace à partir de 1915 et atteint le pic de son influence dans les années 1920 dans de nombreuses villes du Midwest de l'ouest. La moitié des 70 000 membres du Klan du Michigan réside à Detroit à l'époque de l'apogée du mouvement, et un candidat du Klan faillit se faire élire en 1924. Niebuhr dit que le Klan est « un des pires phénomènes sociaux qu'a jamais développés la fierté religieuse des peuples » (« One of the worst specific social phenomena which the religious pride of peoples has ever developed ».)
Dans les années 1960, il soutient le mouvement pour les droits civiques de Martin Luther King. Il est un contributeur à la pensée de la « guerre juste ».

## Reinhold Niebuhr et les relations internationales
Penseur s'inscrivant, au moins jusque vers 1956-57, dans le courant du réalisme chrétien, Niebuhr est aussi un penseur des relations internationales. Son ouvrage, Moral Man and Immoral Society, porte notamment sur la question de la coexistence intra- et inter-groupes humains. Dans celui-ci, il distingue fondamentalement les relations politiques domestiques et internationales et note que "toute l'histoire de l'humanité porte témoignage du fait que la puissance [power] qui prévient l'anarchie dans les relations intra-groupes encourage l'anarchie dans les relations intergroupes".
Impliqué, dès le début des années 1940, dans une campagne destinée à encourager l'entrée en guerre des États-Unis en Europe, Niebuhr développe plus avant sa pensée sur les relations internationales dans son ouvrage The Children of Light and the Children of Darkness, où il développe une approche de réalisme défensif : les États, comme les hommes, seraient guidés par la volonté de survivre - et non de dominer. L'agression, qui est une possibilité permanente dans un système international anarchique advenait lorsque certains États finissaient par transformer cette volonté de survivre en une volonté de pouvoir. Les démocraties, et en particulier la démocratie américaine, devaient donc se préparer à se défendre contre les attaques d'autres États animés par cette volonté de pouvoir, radicalement mauvaise sur le plan moral, à l'opposé de la démocratie américaine.
Cette position à la fois théorique et morale le conduit à adopter une position très affirmée dès le début de la guerre froide, comparant l'URSS à cet "enfant de l'obscurité" qui serait animé par une volonté de pouvoir qui pourrait mettre un terme à l'existence politique des États démocratiques. Défendre la démocratie américaine, à tout prix, devient donc son cheval de bataille et il multiplie les attaques contre les partisans d'une coexistence avec l'URSS. Dans la presse, ainsi qu'auprès de l'American Council of Churches, il défend la possession et même l'usage de la bombe atomique, estimant possible qu'une guerre atomique soit considérée comme une guerre juste. 
Cependant, sa position va progressivement s'infléchir. Victime d'une attaque en 1952, il reste quelques années affaibli et ne revient dans le débat universitaire et politique qu'en 1954, après la mort de Staline et le premier test thermonucléaire soviétique. L'existence d'une telle menace le conduit à accepter désormais l'idée d'une coexistence pacifique, seule solution acceptable face à la destruction thermonucléaire. Il n'abandonne cependant pas entièrement son soutien à l'arme nucléaire, puisqu'il rédige en 1957 une note critique favorable de l'ouvrage d'Henry Kissinger - issu d'un séminaire collectif à Harvard - sur Nuclear weapons and foreign policy. L'ouvrage, qui critique l'idée de faire reposer toute la politique étrangère américaine sur la dissuasion et la stratégie des représailles massives, défend aussi la possibilité d'un usage limité d'armes nucléaires tactiques, ce qui séduit Niebuhr, qui considère que les USA doivent effectivement "être prêt à combatte des guerres limitées en termes d'objectifs et de les gagner avec des armes appropriées". Cependant, dès l'année suivante, il revient sur ses déclarations - officiellement après avoir réalisé que les armes tactiques dont parlait Kissinger avaient en fait la puissance de destruction de celles d'Hiroshima et Nagasaki,. Ce désaveu n'est pas anecdotique, puisqu'il acte en fait un changement radical dans la pensée de Niebuhr en relations internationales.
En effet, penseur du réalisme, Niebuhr défend l'hypothèse d'un système international anarchique où la guerre constitue une possibilité permanente face à la montée en puissance d'un adversaire. Mais après la révolution thermonucléaire, un tel recours à la guerre n'a plus de sens, puisque la guerre ne permettrait pas de résoudre un conflit et serait purement suicidaire. Prenant acte de ce changement radical dans le cours de l'histoire des relations internationales, Niebuhr va d'abord radicalement rejeter la possibilité d'une guerre nucléaire limité dans son ouvrage de 1959, The Structure of Nations and Empires. Après la crise de Cuba, dans un article non publié commenté par l'historien Campbell Craig, Niebuhr va même appeler à l'abandon américain de toute stratégie offensive. Dans certains de ses derniers écrits, il avance même l'hypothèse d'un État global, destiné à mettre fin à la politique internationale qui, de fait, ne pourrait connaitre de fin que thermonucléaire à un moment ou un autre, si les choses restaient en l'état. Ainsi, la pensée de Niebuhr en relations internationales constitue à la fois le phare et le tombeau du réalisme chrétien, l'auteur ayant d'abord défendu des positions franches en faveur du réalisme avant de tirer le constat de l'impossibilité de penser la guerre comme ultima ratio des relations internationales à l'âge nucléaire. 

## Influence et réception
L'historien Arthur Schlesinger décrit l'héritage de Niebuhr comme étant disputé entre libéraux et conservateurs américains. La politique étrangère conservatrice prend son soutien à la doctrine du containment durant la Guerre froide comme un exemple de réalisme moral, pendant que les progressistes citent son opposition à la guerre du Viêt Nam. Le pasteur Martin Luther King, Jr. cite Niebuhr comme une de ses influences.
Les candidats des deux grands partis durant l'élection présidentielle américaine 2008 citent Niebuhr comme influence : le sénateur John McCain, dans son ouvrage Hard Call, le célèbre comme un modèle de clarté à propos des coûts d'une « bonne » guerre, pendant que le futur président Barack Obama l'appelle son « philosophe favori ».
Le travail reconnu sur la théorie des relations internationales de Kenneth Waltz Man, the State, and War (L'Homme, l'État et la guerre) inclut de nombreuses références à la pensée de Niebuhr. Waltz met l'accent sur les contributions de Niebuhr au réalisme politique, tout particulièrement « l'impossibilité de la perfection humaine. »
Andrew Bacevich, dans son livre, The Limits of Power : The End of American Exceptionalism, (« Les limites du pouvoir : la fin de l'exception américaine ») cite treize fois Niebuhr. Bacevich met l'accent sur l'humilité de Niebuhr et sa croyance que les Américains sont en danger quand ils sont trop attachés à la puissance américaine.
En 1964, le président Lyndon Johnson récompense Niebuhr avec la médaille de la Liberté. En l'honneur de Niebuhr, la ville de New York nomma la West 120th Street entre Broadway et Riverside Drive la place Reinhold Niebuhr. C'est l'emplacement du Union Theological Seminary à Manhattan.

## Publications
- Leaves from the Notebook of a Tamed Cynic, Richard R. Smith pub, (1930), réédition par Westminster John Knox Press, 1991,  (ISBN 0-664-25164-1), journal des procès d'un jeune ministre
- Moral Man and Immoral Society: A Study of Ethics and Politics, Charles Scribner's Sons (1932), Westminster John Knox Press 2002,  (ISBN 0-664-22474-1) ; son livre le plus influent
- Interpretation of Christian Ethics, Harper & Brothers (1935)
- Beyond Tragedy: Essays on the Christian Interpretation of Tragedy, Charles Scribner's Sons (1937),  (ISBN 0-684-71853-7)
- The Nature and Destiny of Man: A Christian Interpretation, from the Gifford Lectures, (1941), volume un : Human Nature, volume deux : Human Destiny, 1980 Prentice Hall vol. 1 :  (ISBN 0-02-387510-0), Westminster John Knox Press 1996, ensemble des deux volumes :  (ISBN 0-664-25709-7)
- The Children of Light and the Children of Darkness, Charles Scribner's Sons (1944), Prentice Hall 1974 edition :  (ISBN 0-02-387530-5), Macmillan 1985 edition :  (ISBN 0-684-15027-1)
- Faith and History (1949),  (ISBN 0-684-15318-1)
- The Irony of American History, Charles Scribner’s Sons (1952), réimpression de 1985 :  (ISBN 0-684-71855-3), Simon and Schuster :  (ISBN 0-684-15122-7), réimpression de 2008 de University of Chicago Press, avec une nouvelle introduction par Andrew J. Bacevich :  (ISBN 978-0-226-58398-3), lire un extrait
- Christian Realism and Political Problems (1953),  (ISBN 0-678-02757-9)
- The Self and the Dramas of History, Charles Scribner’s Sons (1955), University Press of America, Edition de 1988 :  (ISBN 0-8191-6690-1)
- Love and Justice: Selections from the Shorter Writings of Reinhold Niebuhr, éd. D. B. Robertson (1957), réimpression de Westminster John Knox Press (1992) :  (ISBN 0-664-25322-9)
- Pious and Secular America (1958),  (ISBN 0-678-02756-0)
- Reinhold Niebuhr on Politics: His Political Philosophy and Its Application to Our Age as Expressed in His Writings éd. by Harry R. Davis et Robert C. Good. (1960) édition en ligne
- A Nation So Conceived: Reflections on the History of America From Its Early Visions to its Present Power avec Alan Heimert, fils de Charles Scribner (1963)
- The Structure of Nations and Empires (1959),  (ISBN 0-678-02755-2)
- Niebuhr, Reinhold. The Essential Reinhold Niebuhr: Selected Essays and Addresses éd. par Robert McAffee Brown (1986). 264 pages, Yale University Press,  (ISBN 0-300-04001-6)
- Remembering Reinhold Niebuhr. Letters of Reinhold & Ursula M. Niebuhr, éd. par Ursula Niebuhr (1991), Harper,  (ISBN 0-060-66234-4)